# Sacco di Molfetta
Il sacco di Molfetta fu un episodio militare che avvenne tra il 18 e il 20 luglio 1529 da parte di truppe francesi e veneziane nel contesto della guerra della Lega di Cognac.

## Antefatti
Nel 1519 la signoria di Molfetta era passata, assieme al Regno di Napoli, sotto il controllo di Carlo V, come eredità da parte della madre Giovanna. La consuetudine voleva che, previa consultazione di nobili e popolani, venisse incaricato un ambasciatore per recarsi ad omaggiare il nuovo sovrano. La scelta ricadde su Erricolo Passari che però fu nominato dai nobili senza aver consultato i ceti più bassi. Di conseguenza, al suo ritorno da Madrid, Passari fu assassinato da alcuni paesani offesi dal comportamento. Questo episodio gettò le basi per il sacco della città.
Nel 1528, con scoppio della guerra della Lega di Cognac, la città mantenne un atteggiamento ambiguo.
Un giorno un uomo, tale Antonio Bove, fece circolare la voce che i nobili volessero vendere la città ai francesi, scatenando l'ira dei popolani che assalirono Palazzo Dogana, al cui interno si erano riparati alcuni aristocratici. Per sedare le tensioni tra nobili e popolani Hernando de Alarcón, ministro della guerra di Carlo V, inviò in città 30 soldati. Allora alcuni nobili chiesero protezione a Sergianni Caracciolo, principe di Melfi, alleato dei francesi, che si trovava a Barletta assieme all'armata veneziana.
Il 13 luglio 1529 giunse a Monopoli il provveditore della flotta veneziana Giovanni Contarini con 15 galee e il provveditore generale Giovanni Vitturi lo andò ad incontrare in porto. Il Contarini lo informò sulla situazione a Nardò, Ugento e Castro e del fatto che su una delle sue galee vi era il conte di Castro che intendeva incontrare Renzo degli Anguillara per chiedergli soccorso contro le truppe imperiali. I due deliberarono allora di recarsi a Barletta per discutere con Renzo di un attacco su Brindisi. Vi giunsero la sera del giorno successivo e gli esposero la necessità di soccorrere le tre città salentine chiedendogli poi il suo parere in merito ad un'offensiva su Brindisi. Renzo rispose che si doveva procedere con cautela poiché l’esercito che aveva assediato Monopoli avrebbe potuto facilmente soccorrere Brindisi. Disse tuttavia di aver appreso che Alfonso III d'Avalos, appena tornato da Napoli, aveva ricevuto l’ordine di spostare le truppe spagnole dalla Puglia per effettuare operazioni militari in Toscana o Lombardia, pertanto se avessero atteso quattro giorni avrebbero poi potuto operare con maggiore sicurezza. Nel frattempo, siccome aveva appreso che Ferrante di Capua si sarebbe ritirato da Molfetta insieme ai suoi cavalleggeri per servire il pontefice contro Malatesta Baglioni, sarebbe stata buona cosa attaccare quella città, ricca di vino e di legname di cui si aveva gran bisogno data la carestia. Una volta presa, si sarebbe andati in soccorso di Nardò, Ugento e Castro. I due provveditori si dissero d’accordo. Renzo disse inoltre di volersi liberare di una parte dei soldati perché protestavano, in quanto non gli erano state corrisposte le ultime cinque paghe; nei giorni precedenti 1 500 fanti avevano disertato proprio per i mancati pagamenti oltre che per la penuria di cibo. Per l’impresa di Brindisi, dunque, non avrebbe potuto garantire più di 1 000 fanti e il Vitturi stesso non avrebbe potuto servirsi dei suoi 300 fanti, molti dei quali avevano disertato o erano morti di peste in conseguenza dell'assedio di Monopoli. Poiché non erano ancora giunte a Barletta le truppe di Federico Carafa, destinate a liberare Castro e Nardò e che avrebbero dovuto essere trasportate dalle galee di Giorgio Diedo, si decise che Giovanni Contarini sarebbe salpato la sera stessa con le sue galee per Peschici per non destare sospetti nel nemico in merito ad un possibile attacco su Molfetta e per imbarcare altri soldati. In serata giunse a Barletta anche Almorò Morosini, capitano del golfo, con la fusta Marcella, dopo aver fatto approvvigionamenti a Corfù. Si decise che il capo dell’offensiva su Molfetta e Giovinazzo sarebbe stato Sergianni Caracciolo, determinato a riavere quella città che suo figlio Troiano aveva ricevuto in dote. Se Molfetta fosse stata presa, il principe vi sarebbe restato con una guarnigione di 200 fanti mentre il Contarini e il Carafa avrebbero proseguito alla volta di Castro con 1 000 fanti. Una volta liberata quella cittadina e dopo aver rimpolpato le file con i partigiani locali, si sarebbe puntato su Brindisi.

## Assedio
La sera del 17 luglio i 1 000 fanti di Carafa si imbarcarono sulle galee di Giorgio Diedo insieme al barone di Macchia e ai nobili molfettesi mentre il piccolo esercito del Caracciolo si incamminò via terra. La flotta salpò quella notte da Barletta e giunse davanti a Molfetta verso le nove di mattina del 18 luglio. Una galea veneziana, al suono di tromba, intimò la resa della città ma la guarnigione, convinta dell'inespugnabilità delle proprie mura, rifiutò dicendo che intendeva tenerla per il suo signore. La flotta veneziana allora iniziò a bombardare la città a colpi di cannone; furono sparati più di 300 colpi fino all’esaurimento della polvere da sparo ma le mura della cittadina subirono lievi danni. Dalla città risposero con tiri di bombarda che non sortirono alcun effetto. Seguì qualche ora di tregua durante la quale i cittadini, per sfregio verso gli assedianti, si calarono con delle scale sulle rive del mare. Il Carafa allora si imbarcò su un cofano insieme ad altri dieci uomini, seguito dal Diedo con alcuni dei suoi quindi dai sopracomiti con i loro galeotti. Il Carafa scoprì nei pressi del Duomo un canale di scolo di cui gli uomini della guarnigione si servivano per recarsi al porto e vi entrò seguito poco dopo dai veneziani che scalarono le mura con alcune delle scale lasciate dai molfettesi. Giunto nell'attuale via Preti, si tolse l’elmo per rinfrescarsi e proprio in quel momento fu colpito mortalmente in testa da una sassata. Poco dopo la stessa sorte toccò al barone di Macchia, colpito presso l'Arco del Forno. La morte dei due nobili fece infuriare gli assalitori che sciamarono per le strette vie della città uccidendo chiunque capitasse a tiro. Gran parte degli uomini della guarnigione furono uccisi o presi prigionieri ed in seguito liberati sotto il pagamento di pesanti riscatti; durante gli scontri caddero circa 1 000 persone, un quinto della popolazione di Molfetta. La città fu messa a sacco per tre giorni e il valore del bottino recuperato fu di oltre 200 000 scudi. Il Diedo riuscì a catturare un prigioniero che fu riscattato con ben 2 000 scudi. Dopo la morte di Federico Carafa i suoi fanti furono dapprima affidati da Renzo dell'Anguillara al Caracciolo che però rifiutò adducendo di voler restare a Molfetta e Giovinazzo, pertanto il primo scelse quale loro comandante Simone Romano il quale a sua volta declinò, dicendo di voler utilizzare i suoi uomini per attaccare Nardò. Quei soldati furono quindi caricati sulle galee e riportati a Barletta.

## Conseguenze
Al termine delle ostilità Caracciolo fu costretto a trattenersi a Molfetta per la scarsità di risorse, motivo per cui obbligò la popolazione locale a provvedere al sostentamento dei soldati, oltre ad impossessarsi di tutte le scorte d'olio come bottino di guerra. Fece inoltre demolire la chiesa e il convento di San Francesco, la chiesa e il convento di San Bernardino e la chiesa di Santo Stefano.